# Escobecques
Escobecques (Nederlands: Schobeek) is een gemeente in het Franse Noorderdepartement (regio Hauts-de-France) en telt 312 inwoners (1999). De plaats maakt deel uit van het arrondissement Rijsel.
In een ver verleden had het dorp een Vlaamsklinkende naam; in de 13e eeuw werd Scaubeke geschreven; de huidige naam is daarvan een Franse fonetische nabootsing.

## Geografie
De oppervlakte van Escobecques bedraagt 1,9 km², de bevolkingsdichtheid is 164,2 inwoners per km².
De onderstaande kaart toont de ligging van Escobecques met de belangrijkste infrastructuur en aangrenzende gemeenten.

## Demografie
Onderstaande figuur toont het verloop van het inwonertal (bron: INSEE-tellingen).